# Комаров Володимир Олексійович
Володимир Олексійович Комаров (30 жовтня 1954, Сніжне Донецької області, Українська РСР — 18 березня 2011, Кривий Ріг Дніпропетровської області, Україна) — український історик, фахівець з теорії та методики викладання історії, доктор педагогічних  наук, професор. Займався дослідженням проблеми формування історичного мислення школярів у процесі вивчення історії. Встановив структуру та функції історичного мислення. 2000–2007 — завідувач кафедри історії України Криворізького державного педагогічного університету, відмінник освіти України.

## Біографія
Володимир Олексійович Комаров народився 30 жовтня 1954 року в місті Сніжне Донецької області у шахтарській родині.  
Після закінчення середньої школи, 1972 року вступив на історичний факультет Донецького державного університету.  
1977 — закінчив університет з відзнакою та отримав диплом за фахом: «історична освіта, методика навчання історії в школі». 
1977—1987 — викладав історію й суспільствознавство в СШ No 9 міста Торез Донецької області. 
1988 року починається наукова й викладацька діяльність В. О. Комарова у  Криворізькому державному педагогічному інституті/університеті.  
1988—1989 — старший викладач кафедри педагогіки і психології. 
1989—1999 — доцент кафедри педагогіки.  
2000—2007 роки — завідувач кафедри історії України
2003 року В. О. Комарова нагороджено Почесною Грамотою Міністерства освіти i науки України.  
2007 —  нагороджено Нагрудним знаком МОН України  Відмінник освіти України. 
2007—2011 — професор  кафедри соціології, психології та гуманітарних дисциплін Криворізького факультету Запорізького національного університету.  
18 березня 2011 року після тривалої хвороби професор В. О. Комаров пішов з життя. Похований у місті Кривий Ріг.

## Наукова діяльність
Працюючи у школі, В. О. Комаров розпочинає наукові дослідження в галузі теорії та методики навчання історії в школі. Науковим керівником його дисертації був відомий радянський педагог, історик-методист I. Я. Лернер (Академії педагогічних наук СРСР). Дисертаційне дослідження В. О. Комарова було спрямоване на вивчення дидактичних основ методів навчання, педагогічних умов формування історичного мислення учнів, розробку методів проблемного навчання, активізацію діяльності з формування й розвитку особистості учня. 
1987 року захистив дисертацію «Методична система пізнавальних задач з історії СРСР в VIII (IX) класі загальноосвітньої школи» на здобуття наукового ступеня кандидата педагогічних наук (Науково-дослідний інститут змісту та методів навчання АПН СРСР, м. Москва).
1992 —  присвоєно наукове звання доцента по кафедрі педагогіки. 
1996 — захистив дисертацію «Методичні умови формування історичного мислення учнів у процесі навчання» на здобуття наукового ступеня доктора педагогічних наук (теорія та методика навчання (історія)) у спеціалізованій вченій раді Інституту педагогіки Академії педагогічних наук України.
2002 — присвоєно наукове звання професора кафедри історії України.
Професор В. О. Комаров був членом редакційних колегій фахових журналів «Історія в школах України», «Історія в школі», «Пам'ять століть», членом спеціалізованої вченої ради Криворізького державного педагогічного університету із захисту кандидатських і докторських дисертацій.
Автор навчального посібника «Історія Криворіжжя» – першого в Україні шкільного навчального посібника з історичного краєзнавства.

## Книги
- Комаров В.О. Історія Криворіжжя [Архівовано 31 Жовтня 2021 у Wayback Machine.] : навч. посібник для загальноосвіт. шкіл. — Дніпропетровськ : Січ, 1992. – 165 с.
- Комаров В. О. Педагогічні умови формування історичного мислення учнів : наук.-метод. посібник. — Дніпропетровськ : Пороги, 1994.
- Комаров В. О. Методичні умови формування історичного мислення старшокласників : навч.-метод. посібник. — Кривий Ріг, 1995.
- Комаров В. О. Методика навчання історії в школі [Архівовано 31 Жовтня 2021 у Wayback Machine.] : навч. посіб. для студ. іст. спец. пед. ун-тів. — Кривий Ріг : КДПУ, 2003. — 108 с.

## Публікації
За результатами досліджень опубліковано 4 науково-методичних і навчально-методичних посібника, понад 90 наукових статей у фахових виданнях